# Disney Character Voices International
Disney Character Voices International Inc. (Ди́сней Кэ́рэктер Во́йсэз Интернэ́шнл Инк.) — корпоративное подразделение The Walt Disney Company, главным образом отвечающее за оказание услуг в области перевода и дубляжа для всех производственных служб Диснея, включая Walt Disney Studios Motion Pictures, Disney Music Group и Disney Media Distribution.

## Список языков согласно DCVI
Большинство производств Диснея официально появляются на следующих глобальных языках помимо оригинального английского. Конечно же, за исключением случаев, когда оригинальным языком производства не является английский, что бывает очень редко:

### Дубляжи, осуществляющиеся на постоянной основе
Языки, на которые все фильмы Disney переводятся регулярно: 
- Арабский (ранее большинство фильмов дублировалось на египетском диалекте арабского языка, но в последнее время на арабском литературном языке).
- Арабский (Египетский)
- Белорусский
- Болгарский
- Венгерский
- Вьетнамский
- Греческий
- Грузинский
- Датский
- Иврит
- Индонезийский
- Исландский
- Испанский (Европа)
- Испанский (Латинская Америка)
- Итальянский
- Казахский
- Каталанский
- Китайский (Кантонский диалект)
- Китайский (Путунхуа)
- Китайский (Тайваньский диалект)
- Корейский
- Карачаево-балкарский
- Крымскотатарский
- Латышский
- Литовский
- Малайский
- Немецкий
- Немецкий (Австрийский вариант)
- Нидерландский
- Норвежский
- Ногайский
- Польский
- Португальский (Бразилия)
- Португальский (Европа)
- Румынский
- Русский
- Северносаамский
- Сербский
- Словацкий
- Словенский
- Тайский
- Турецкий
- Узбекский
- Украинский
- Финский
- Фламандский
- Французский (Канада)
- Французский (Европа)
- Хинди
- Хорватский
- Чешский
- Шведский
- Эстонский
- Японский

### Дубляжи, осуществляющиеся периодически
Языки, на которые переводились один или несколько анимационных фильмов Дисней:
- Риоплатский испанский (Пиноккио, Фантазия, Дамбо, Бэмби, Суперсемейка, Цыплёнок Цыпа, Тачки, Рататуй)
- Галисийский (Набалдашник и метла)
- Зулу (Король Лев)
- Немецкий (Австрия) (Русалочка, В поисках Немо, Цыплёнок Цыпа, Вверх, В поисках Дори)
- Таитянский (Моана)

### Дубляжи, осуществляющиеся только для каналов Disney
Языки, на которые переводились один или несколько фильмов Disney, но только для телевизионной трансляции:
- Бенгальский (Индия)
- Маратхи (Индия)
- Тамильский (Индия)
- Телугу (Индия)
- Урду (Индия и Пакистан)

## Неофициальные и полуофициальные дубляжи Disney
Перечень частично или полностью независимых студий (как правило, местные телеканалы), которые дублировали один или несколько фильмов Disney на свой местный язык:
- Абазинский (Король-лев)
- Албанский - Digitalb[англ.][1]
- Арабский литературный - Jeem TV[англ.][2] (телевизионный дубляж с цензурой)
- Армянский - дубляж выполнил Ardini Studio по заказу Первого канала.
- Ингушский (Король-лев)
- Кабардино-черкесский
- Персидский - Glory Entertainment[англ.][3]
- Сингальский
- Тагальский - Synchresis[4]